# شهرستان شالقار
شهرستان شالقار (به قزاقی: Шалқар ауданы، شالقار اۋدانى)  یک منطقهٔ مسکونی در قزاقستان است که در استان آق‌تپه واقع شده‌است. شهرستان شالقار ۴۵٬۵۱۳ نفر جمعیت دارد.